# Tupua Leupena
Tupua Leupena (1922. november 4. – 1996.) 1986. november 1. és 1990. október 1. között Tuvalu főkormányzója volt. Őt Toaripi Lauti követte.